# Conflito de Prigozhin com Gerasimov e Shoigu
O conflito entre o chefe do Grupo Wagner Yevgeny Prigojin e a liderança do Ministério da Defesa da Federação Russa, chefiado por Sergei Shoigu, começou no campo público em 2022 no contexto da invasão russa da Ucrânia  e finalmente, levou a uma rebelião em 23 de junho de 2023.

## Acontecimentos
Segundo o jornal Meduza, na véspera de uma guerra em grande escala com a Ucrânia, Prigojin desenvolveu relações tensas com a liderança russa. De acordo com fontes da Meduza, Prigojin estava em conflito tanto com o Ministério da Defesa da Rússia quanto com a Administração Presidencial da Rússia. Assim, Prigojin criticou Shoigu pelas ações do exército russo na Síria, dizendo que os militares russos estão operando lá com "métodos desatualizados". Por sua vez, Shoigu não gostou do fornecimento de alimentos para o exército russo pelas empresas de Prigojin.
No contexto da invasão russa da Ucrânia em 2022, há um aumento acentuado na influência de Yevgeny Prigojin e do Grupo Wagner. Se em 2017-2018 o número de mercenários do Grupo Wagner foi estimado em vários milhares de combatentes, em janeiro de 2023, segundo estimativas da inteligência ocidental o número de mercenários atingiu 50 mil.
O crescimento da influência do Grupo Wagner deveu-se ao fracasso dos planos iniciais da liderança russa de derrotar rapidamente a Ucrânia, nos primeiros meses de uma guerra em grande escala, o exército russo sofreu perdas significativas, mas o presidente russo, Vladimir Putin, atrasou o anúncio da mobilização por um longo tempo. Sob tais condições, o governo russo começa a recrutar ativamente mercenários para participar das hostilidades na Ucrânia.
Segundo Prigojin, a liderança russa o abordou em 16 de março de 2022, quando a invasão russa da Ucrânia "não foi conforme o planejado". Em 19 de março, seus mercenários chegaram da África e imediatamente se juntaram às batalhas por Popasna. Em 2022, Prigojin recebe recursos significativos, incluindo sua própria aviação, e o direito de recrutar prisioneiros russos para o Grupo Wagner. O Grupo Wagner se  transformou em um exército privado de Yevgeny Prigojin, operando fora da lei russa e fora da hierarquia militar da Federação Russa. O Ministério da Defesa russo e o Estado-Maior Russo ficaram descontentes com esta situação e começaram a tentar limitar a crescente influência de Prigojin. Prigojin começou a criticar publicamente o Ministério da Defesa da Federação Russa em termos duros.
Em junho de 2023, Prigojin procurou obter a imagem do "herói do povo". Em maio de 2023, segundo pesquisas de opinião russas, o índice de confiança de Prigojin atingiu 4%, igualando-se ao presidente da Duma Estatal Vyacheslav Volodin e ao chefe do Partido Comunista da Federação Russa Gennady Zyuganov. O serviço sociológico Russian Field observou que Prigojin “luta não apenas na frente externa, mas também na interna, ganhando ativamente reconhecimento e classificação para si. E converte muito bem o primeiro no segundo”. Segundo sociólogos e cientistas políticos russos, Prigojin aumentou sua visibilidade "devido a uma combinação de marketing agressivo e conquistas concretas", em particular, ele tentou "vender" a captura de Bakhmut à população como seu mérito pessoal, e como Bakhmut era a única grande captura do exército russo em muitos meses, era impossível para o público não notar tal feito.

## Cronologia
Desde fevereiro de 2023, Prigojin começou a reclamar da “fome de concha” no Grupo Wagner durante pesadas batalhas por Bakhmut. As empresas de mídia de Prigojin lançaram a empresa de mídia #ДайСнарядыВагнерам, que funcionou ativamente durante a primavera de 2023. No final de abril, ele começou a declarar que estava pronto para retirar suas forças de Bakhmut. Em maio de 2023, Prigojin declarou: “Fomos colocados em uma escassez artificial de munição que está em armazéns. Não recebemos mais de 30% das necessidades. Portanto, nossas perdas foram muito maiores do que deveriam, mas seguimos em frente. Há um mês eles pararam de distribuir munição para nós e não recebemos mais do que 10%”.
Em 5 de maio, Prigojin publicou um vídeo no qual, tendo como pano de fundo os corpos dos wagneritas assassinados, com o rosto distorcido de raiva, gritava: “Agora me ouçam, vadias, esses são os pais de alguém e os filhos de alguém. E aquelas escórias que não dão munição, cadelas, vão comer suas migalhas no inferno. Temos uma falta de munição de 70%. Shoigu, Gerasimov, onde a cadela, munição? Olhe para eles, cadela!”. Prigojin disse ao comando militar russo: “Vocês, criaturas, estão sentados em clubes caros, seus filhos estão torcendo pela vida, fazendo vídeos no YouTube. Vocês pensam que são os donos da vida e que têm o direito de dispor de vidas”. No mesmo vídeo, afirmou que no dia 10 de maio retiraria suas forças de Bakhmut para os acampamentos de retaguarda a fim de “lamber suas feridas”, já que “na ausência de munição, eles estão condenados a uma morte sem sentido”.
Em 6 de maio, Prigojin fez outro apelo, pela primeira vez disse publicamente que foi proibido de recrutar mercenários entre os prisioneiros, embora informações sobre isso tenham aparecido já em fevereiro de 2023. Segundo o chefe do Grupo Wagner, o comando militar russo deu tal passo “para compensar suas falhas, devida à inveja”. Segundo Prigojin, o departamento militar russo também parou de emitir prêmios para os soldados mortos de seu Grupo e também impediu o Grupo Wagner de usar comunicações especiais e aeronaves de transporte.
Em 7 de maio, Prigojin afirmou ter recebido uma “ordem de combate” na qual havia uma ordem para fornecer ao Grupo Wagner todo o necessário, e o general Sergey Surovikin seria o responsável pela interação com o exército e o Grupo. No entanto, em sua mensagem de vídeo datada de 9 de maio, Prigojin afirmou que isso nunca aconteceu. Prigojin acusou o chefe do Estado-Maior russo Valery Gerasimov de supostamente encomendar 10% do número necessário de projéteis. Prigojin disse: “Se não houver munição, deixaremos nossas posições e faremos a pergunta - quem continua traindo à pátria”. Em um vídeo publicado pouco antes do início da Parada do Dia da Vitória em Moscou, ele xingou o comando militar russo e acrescentou: “O vovô feliz acha que está bem. Mas o que o país deve fazer se de repente descobrir que o vovô é um completo idiota?”. Segundo o jornal Meduza, o Kremlin recebeu negativamente as palavras de Prigojin sobre o “vovô”: “Claro, ele pode dizer que se trata do Ministro da Defesa Sergei Shoigu ou de um leigo abstrato, mas as pessoas tiram conclusões claras”.

### O início do confronto aberto
Na tarde de 23 de junho, Yevgeny Prigojin divulgou uma longa entrevista com duras acusações contra a liderança do Ministério da Defesa da Rússia, na qual afirmou que o Ministério da Defesa da Rússia enganou deliberadamente o público russo e o Presidente Vladimir Putin sobre a próxima ofensiva das Forças Armadas da Ucrânia com o apoio da OTAN em 2022 e sobre o fortalecimento da "agressão militar ucraniana" antes do início da invasão em grande escala da Rússia na Ucrânia em 24 de fevereiro de 2022. Prigojin disse que o presidente ucraniano Volodymyr Zelensky estava pronto para negociações com o Kremlin, mas a liderança russa as recusou devido às suas "posições maximalistas". Além disso, o fundador do Grupo Wagner acusou os oligarcas e a liderança militar russa de iniciar uma invasão em grande escala para obter ativos dos territórios ucranianos ocupados, patentes militares mais altas, prêmios militares e para “autopromoção”.
Em 23 de junho de 2023, Prigojin anunciou que os militares russos haviam realizado ataques com mísseis nos campos de retaguarda do Grupo Wagner. Em resposta, Prigojin dirigiu-se ao ministro da Defesa russo, Sergei Shoigu: "Esta criatura será detida". O Ministério da Defesa da Rússia afirmou que todas as mensagens e vídeos distribuídos nas redes sociais em nome de Prigojin sobre o ataque dos militares russos às posições do Grupo Wagner são falsos e são uma “provocação de informação”. Depois disso, o FSB abriu um processo criminal contra Yevgeny Prigojin nos termos do artigo 279 do Código Penal da Federação Russa, suspeitando que ele organizou uma rebelião armada.

## Papel de Ramzan Kadyrov
No outono de 2022, o chefe da Chechênia, Ramzan Kadyrov, criticou duramente o comando russo, em particular, o general Aleksander Lapin, pelas falhas do exército russo no Donbass. Assim, Kadyrov chamou Lapin de "homem sem talento", alegando que ele estava coberto pelo Estado-Maior Russo. A crítica de Kadyrov à liderança militar russa foi apoiada publicamente por Yevgeny Prigojin. Kadyrov chamou Prigojin de seu "irmão". Prigojin e Kadyrov tinham a reputação de ser dois dos mais importantes representantes do "partido da guerra" na elite russa, defendendo uma nova escalada das hostilidades na Ucrânia.
Em março de 2023, especialistas ocidentais afirmaram que houve uma rixa nos bastidores entre Kadyrov e Prigojin devido às críticas de Prigojin ao Ministério da Defesa russo. Se antes o próprio Kadyrov criticava o comando militar russo, então o chefe da Chechênia, após se encontrar com o presidente russo Vladimir Putin, mudou abruptamente de posição e passou a elogiar as “táticas sábias” de condução de operações militares pelos militares russos em suas redes sociais.
Em 6 de maio de 2023, Prigojin pediu a Shoigu que transferisse as posições do Grupo Wagner na cidade de Bakhmut para o regimento Kadyrov Akhmat. No mesmo dia, o próprio Kadyrov pediu a Shoigu que entregasse essas posições aos seus combatentes. Ao mesmo tempo, Kadyrov disse a Prigojin: “Zhenya, eu quero dizer, até eu distribuir todas as posições, você estará na defensiva. E quando começarmos a avançar, só então determinaremos para onde você irá a seguir. Devemos mudar completamente o curso da situação. Você sempre me disse que vive conforme as regras dos homens. É por isso que estou te dizendo em conceitos: você deve fazer isso, isso e aquilo. As pessoas entrarão em contato com você e explicarão para você”.
Em 25 de maio, Ramzan Kadyrov anunciou que mais de 7.000 combatentes da Chechênia estavam na zona de "operação militar especial". Em 31 de maio, Kadyrov anunciou que suas forças na República Popular de Donetsk estavam se preparando para operações de assalto. No mesmo dia, Prigojin afirmou que não sabia dos planos dos destacamentos de Akhmat. Então, o deputado da Duma Estatal, Adam Delimkhanov, anunciou que estava pronto para informar Prigojin a hora e o local da reunião, a fim de informá-lo pessoalmente das respostas sobre as atividades do regimento Akhmat. Delimkhanov chamou Prigojin de "um blogueiro que grita sobre problemas para o mundo inteiro". Delimkhanov disse: “Todos nós sabemos quantas pessoas você colocou na direção de Bakhmut em 7-8 meses, você era o líder. Quanto o Ministério da Defesa o apoiou durante esses 7 a 8 meses, todos nós sabemos quem está aqui. Você recebeu mais do que ninguém e apesar disso - tantas vítimas. Pare de falar”.
O presidente Magomed Daudov também se voltou para Prigojin: “Então, Zhenya, você não precisa saber sobre as tarefas, o comando sabe disso, o comandante supremo, o chefe da Chechênia, o herói da Rússia Ramzan Akhmatovich Kadyrov. Você declara constantemente que alguém precisa ser fuzilado, por tais declarações na Segunda Guerra Mundial, Zhenya, eles teriam sido fuzilados”.
Em seguida, o cofundador do Grupo Wagner Dmitry Utkin dirigiu-se a Daudov: “De onde veio tanta familiaridade, quem te deu o direito de se dirigir a "você" e "Zhenya" (...) Eles "Kadyrov e Prigojin" estão sempre prontos para falar como "homem para homem". Além disso, conhecemo-nos desde a 1ª e 2ª guerras na Chechênia”. No canal de telegrama associado ao Grupo Wagner, o lutador Shadow afirmou: “Ao chamar Yevgeny Prigojin de blogueiro, eles nos insultaram e estão fundamentalmente errados! Acabamos de fazer nosso trabalho, enquanto os caras do Akhmat postavam vídeos no YouTube e tiktok! Aqui você ainda precisa se perguntar quem é blogueiro e quem está tentando fazer justiça!”.
Em 4 de junho, Prigojin disse que havia telefonado para Kadyrov e eles "concordaram em colocar um freio nessa história". Mas em 9 de junho, Kadyrov criticou duramente Prigojin por suas palavras sobre a resolução do conflito e insinuou a falta de escrúpulos de Prigojin em fornecer o exército russo e a deslealdade de Prigojin a Putin. Kadyrov disse: “Ninguém prometeu um "atirador" de gângster a Prigojin, não ao nosso estilo. Eu estava pronto para sair ou pegar um avião para conversar cara a cara. Mas em sua declaração seguinte, Prigojin conseguiu apresentar tudo isso no estilo dos anos 90”.
Quando, em 10 de junho, Sergei Shoigu emitiu uma ordem para que todas as formações voluntárias que participaram da invasão da Ucrânia assinassem um contrato com o Ministério da Defesa, o regimento Akhmat foi o primeiro de todas essas formações a assinar este contrato, enquanto Prigojin recusou para fazê-lo.